# Cristadelfs
Els cristadelfs (en anglès: christadelphians) són un grup cristià que es va iniciar al Regne Unit i Amèrica del Nord al segle xix.
El nom significa 'germans en Crist' en grec.

## Estadístiques
Hi ha membres a 120 països. Les estimacions per al nombre de membres són els següents: (18.000 Regne Unit), Austràlia (9987), Malawi (7.000), Moçambic (5300), els Estats Units (6.500), Canadà (3375), Nova Zelanda (1782), Kenya (1.700), Índia (1.300), Tanzània (1.000), i les Filipines (1.000). Per tant, el total és d'aproximadament 60.000.

## Història
L'església va ser fundada principalment pel metge anglès John Thomas en la dècada de 1840. La majoria dels membres inicials del moviment havien estat els adventistes i els unitaristes, que van ser batejats de nou després d'arribar a creure en 'l'esperança d'Israel,' és a dir, en el retorn dels jueus a Palestina.

## Creences
La creença més distintiva dels cristadelfians és la seva doctrina de Crist. Ells creuen en el naixement virginal, però no creuen en la preexistència del Crist, és a dir, que Jesús existia abans del seu naixement. Aquesta doctrina és trobada prèviament en el Socinianisme i entre els unitaris polonesos del segle 17.
Creuen que:
- La Bíblia és la paraula inspirada de Déu.[22]
- Déu és el pare de la humanitat.[23]
- Crist era descendent d'Abrahama través de la seva mare, Maria.[24]
- Crist va morir literalment pels pecats de l'home i va ser ressuscitat per Déu.[25]
- Crist vindrà un altre cop per curar i governar el món.[26]
- El somni dels morts fins al retorn de Crist, la resurrecció i el judici.[27]
- L'Esperit Sant és l'alè de Déu i una al·legoria de la vida nova.[28]
- El diable és una al·legoria del pecat. Els dimonis són una al·legoria de la malaltia.[29]
- Neguen la doctrina de l'ànima immortal i la Santíssima Trinitat.[30]

## Comunitat
El seu únic ritu, després del baptisme, és la comunió setmanal. La comunitat no té pastors o jerarquia, i cada congregació local és independent. Són objectors de consciència al servei militar i no voten. La comunitat és petita, però dona suport a les obres de caritat, com els orfenats i un llogaret dels leprosos a l'Índia, una escola per als cecs al Camerun.
La revista The Christadelphian va ser fundada per un cristadelfià escocès, Robert Roberts, el 1864.